# Woburn (Bedfordshire)

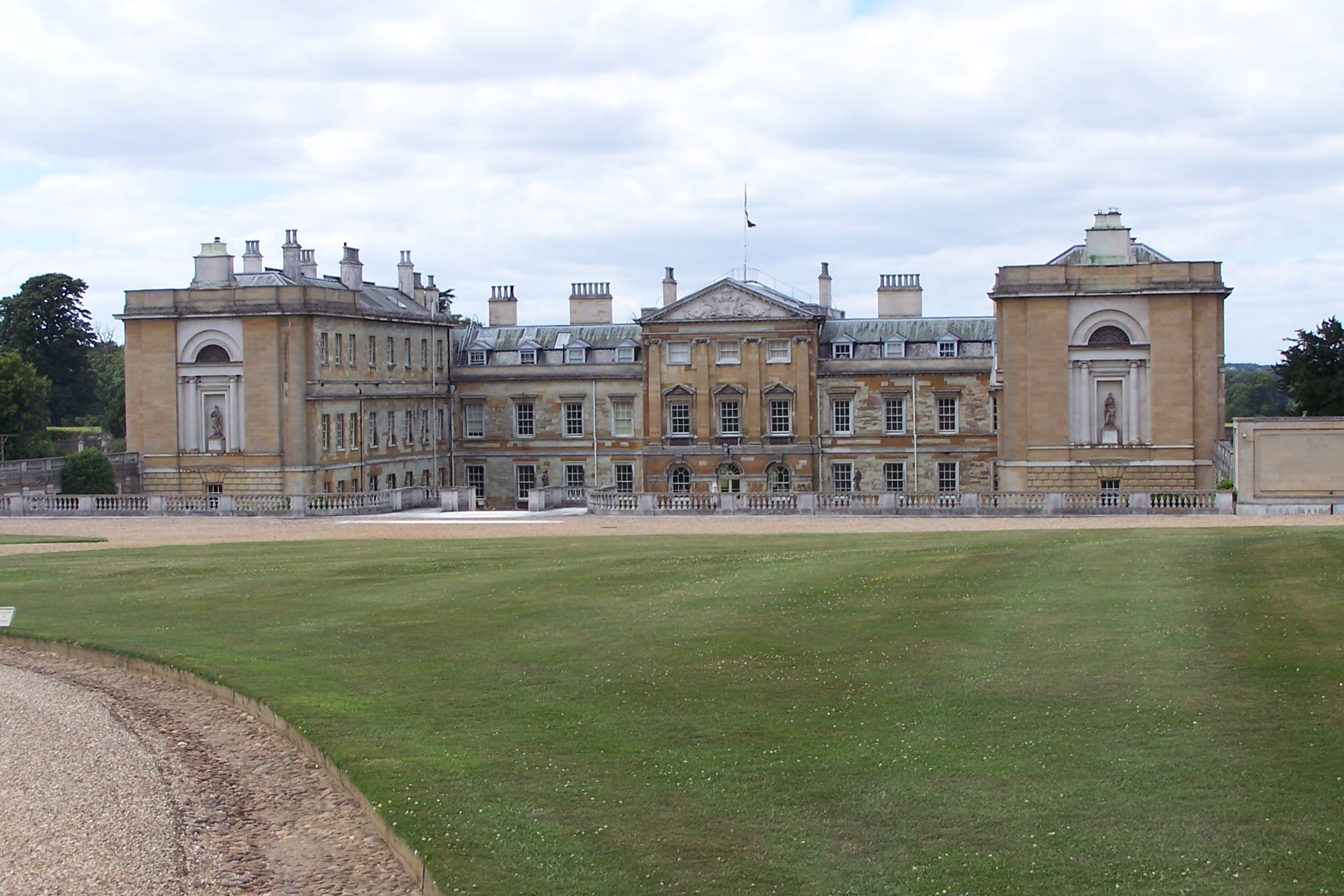
Die Ostseite der Woburn Abbey

Woburn ist ein kleiner Ort und civil parish in Bedfordshire, England. Woburn liegt ca. 8,5 km südöstlich von Milton Keynes und hat 1007 Einwohner (Stand: Juni 2020). Er ist besonders bekannt für die Woburn Abbey sowie den Woburn Safari Park, der 1970 eröffnet wurde. Die heutige anglikanische Pfarrkirche, neoromanisch, ist eine der wenigen kreuzrippengewölbten Hallenkirchen in England. Die meisten der über 1500 englischen Hallenkirchen haben hingegen hölzerne Tonnengewölbe oder offene Dachstühle.